# La flaqueza del bolchevique (película)
La flaqueza del bolchevique es una película española de 2003 dirigida por Manuel Martín Cuenca. Está basada en el libro La flaqueza del bolchevique, de Lorenzo Silva, publicada en 1997, finalista del Premio Nadal.

## Sinopsis
Pablo (Luis Tosar) trabaja en un banco de inversiones y está cansado y amargado. Una mañana de camino al trabajo, en un atasco en Madrid, se choca con otro coche. Su conductora, Sonsoles (Mar Regueras), es una engreída insoportable para Pablo, y está cabreado porque lo ha denunciado por supuestas lesiones a causa del accidente. Pablo, indignado, se dedica a hacerle la vida imposible. Le hace llamadas indiscretas, pero en una de éstas empieza a conocer a su hermana adolescente María (María Valverde), con la que comienza una relación cercana y especial.

## Reparto
| Intérprete              | Personaje             |
| ----------------------- | --------------------- |
| Luis Tosar              | Pablo López           |
| María Valverde          | María                 |
| Mar Regueras            | Sonsoles              |
| Nathalie Poza           | Eva                   |
| Manolo Solo             | Francisco             |
| Rubén Ochandiano        | Manu                  |
| Jordi Dauder            | Alfredo               |
| Enriqueta Carballeira   | Dolores               |
| Yolanda Serrano         | Alba                  |
| Ángela Herrera          | Elsa                  |
| Daniel Grao             | Perico                |
| Roberto Drago           | Raúl                  |
| José Antonio Izaguirre  | Armando               |
| Luis Miguel Seguí       | Municipal             |
| Carla Gayan             | Izaskun               |
| Cristina Barroso        | Andrea                |
| Marco Aurelio González  | Marcos                |
| Víctor Fernández Aldana | Cliente               |
| Fernando Lage           | Hombre reunión        |
| Mariola Ruiz            | Mujer reunión         |
| Juan Manuel Rodríguez   | Taxista               |
| Esther Lozano           | Operadora información |
| Miguel Arroyo           | Hombre seguro         |
| Cristina Brosed         | Megafonía aeropuerto  |

## Producción
Entre las localizaciones de rodaje se encuentran, en Madrid, los distritos de Centro, Arganzuela, Salamanca, Chamartín, Chamberí, Moncloa-Aravaca, Carabanchel, Moratalaz y Barajas.

## Banda sonora
Tres canciones del disco Yo, minoría absoluta, de Extremoduro, como son Puta, A fuego y Standby, aparecen en la película, las cuales reflejan el estado de ánimo y situaciones del protagonista. En el tráiler de esta misma película también sonaba "Standby".

## Premios
XVIII edición de los Premios Goya
| Categoría            | Persona                            | Resultado |
| -------------------- | ---------------------------------- | --------- |
| Actriz revelación    | María Valverde                     | Ganadora  |
| Mejor guion adaptado | Lorenzo Silva Manuel Martín Cuenca | Nominados |

Medallas del Círculo de Escritores Cinematográficos de 2003
| Categoría         | Persona        | Resultado |
| ----------------- | -------------- | --------- |
| Mejor actor       | Luis Tosar     | Ganador   |
| Premio revelación | María Valverde | Ganadora  |

- Sección oficial Zabaltegui del 51.er Festival de Cine de San Sebastián.
- Premio del público en el Festival Internacional de Cine de Angers (Francia)